# Koknese
Koknese est une ville historique de Lettonie, centre administratif de la municipalité de Koknese, située sur la rive droite de la Daugava. Sa population avoisine les 3 000 habitants.

## Histoire
Le site de Koknese est au départ une colonie latalienne et sélonienne nommée Kukenois. Avant la fin du XIIe siècle, Koknese devient une sous-principauté tributaire de la Principauté de Polotsk.
Au début du XIIe siècle, les Chevaliers Porte-Glaive, menés par l'évêque Albert de Buxhoeveden, fondateur de Riga, partent en croisade et occupent le littoral du Golfe de Riga. En 1205, en échange d'une protection contre les Lituaniens et Polotsk, le prince de l'Église orthodoxe Viatchko (Vetseka) de Koknese cède la moitié de ses terres à Albert. En 1209, Koknese est repris par l'Ordre, après quoi Albert ordonne la construction d'un château de pierre là où la Daugava rejoint la Pērse, afin de remplacer les fortifications de bois des Lettons. La souveraineté théorique de Polotsk est révoquée en 1215. Le contrôle de la ville reste alors aux mains de l'Ordre jusqu'en 1238 où il est transmis à l'archidiocèse de Riga. La ville devient la résidence d'été de l'Archevêque de Riga en 1420 et sa résidence principale dès le XVIe siècle.
Le château est une source de dispute fréquente entre les évêques et la famille von Tiesenhausen, qui l'a reçu comme fief en 1269. Les von Tiesenhausen ont le soutien de l'Ordre Teutonique, qui préfère qu'une famille noble possède le château plutôt que leurs rivaux de l'archevêché.
Koknese, connue en allemand sous le nom de Kokenhusen, reçoit le statut de ville en 1277. Au XIVe siècle, Koknese connaît un essor continu grâce à son adhésion à la Ligue hanséatique. L'archevêque Jean V de Wallenrodt parvient à résoudre le conflit avec l'Ordre Teutonique et à restituer le territoire à l'Église en 1397.
Durant la guerre de Livonie, Koknese est prise par les Polonais en 1561 et renommée Kokenhuza. Un temps aux mains des Russes, la ville est récupérée par les Polonais. Au cours des guerres polono-suédoises du XVIIe siècle, la ville est au cœur de bien des convoitises. C'est là que se déroule en 1601 la bataille de Kokenhausen (en), au cours de laquelle les hussards de la cavalerie polonaise vainquent leurs adversaires suédois pourtant supérieurs en nombre. Malgré tout, la ville tombe dans la sphère d'influence de la Suède en 1629 et est refortifiée par les Suédois.
Durant la guerre russo-suédoise (1656-1658), le gros des troupes russes marchent sur Riga en longeant la Daugava, s'emparant au passage de Koknese, qui devient Tsarévitch-Dmitriev. Tous les vaisseaux construits dans le chantier naval de Koknese fondé par le voïvode Afanassi Ordine-Nachtchokine sont utilisés lors du siège de Riga (1656) et sont plus tard détruits, en accord avec le Traité de Kardis en 1661.
Lors de la Grande guerre du Nord, le château est conquis par la Saxe en 1700 et détruit par les Saxons lors de leur retraite devant les Suédois en 1701. À la fin de la guerre, Kokenhusen est incorporé à l'Empire russe avec le reste de la Livonie. Bien que les Russes l'appellent Kukeinos depuis le XIIIe siècle, ils choisissent de garder l'appellation allemande.
La construction d'une ligne de chemin de fer traversant Koknese se termine en 1861, ce qui permet à la ville de devenir un lieu de loisirs. La famille germano-balte des von Löwenstern fait construire un manoir néo-classique achevé en 1894 ; cependant, il brûle dans un incendie durant la Révolution russe de 1905.
Depuis l'indépendance lettone déclarée après la Première Guerre mondiale, une colline de la ville est surnommée la "Colline du Professeur" en raison de sa popularité comme lieu de rendez-vous auprès l'intelligentsia. À cette époque, la ville est connue sous son nom letton : Koknese.
Depuis la construction de la centrale hydroélectrique de Pļaviņas à proximité de la ville en 1966, les fondations des ruines du château sont sous les eaux.

## Personnalités liées à la ville
- Jūlijs Feders (1838-1909), peintre paysagiste né à Koknese
- Jānis Endzelīns (1873-1961), linguiste né à Koknese
- Pēteris Stučka (1865-1932), homme politique letton né à Koknese
- Rūdolfs Blaumanis, dramaturge letton a vécu à Koknese dans les années 1880.

## Tourisme
Le parc du manoir de Koknese, situé en partie sur la ville médiévale et les ruines du manoir, renferme la plus haute sculpture en bois du pays. Il s'agit d'une structure de 11 m de haut, construite par Ģirts Burvis, inaugurée en 2002 pour célébrer le 725e anniversaire de la fondation de la ville. Elle est fabriquée avec du bois de quatre chaînes qui poussaient jadis au parc alentour.

## Galerie d'images

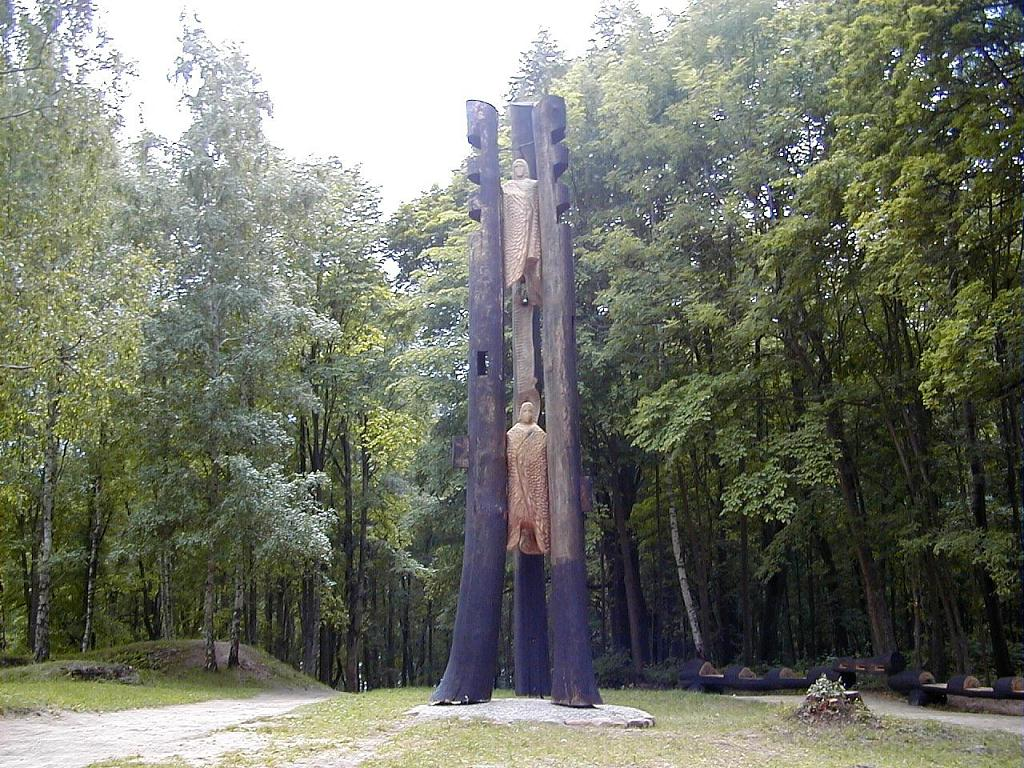
La plus grande statue de bois en Lettonie.
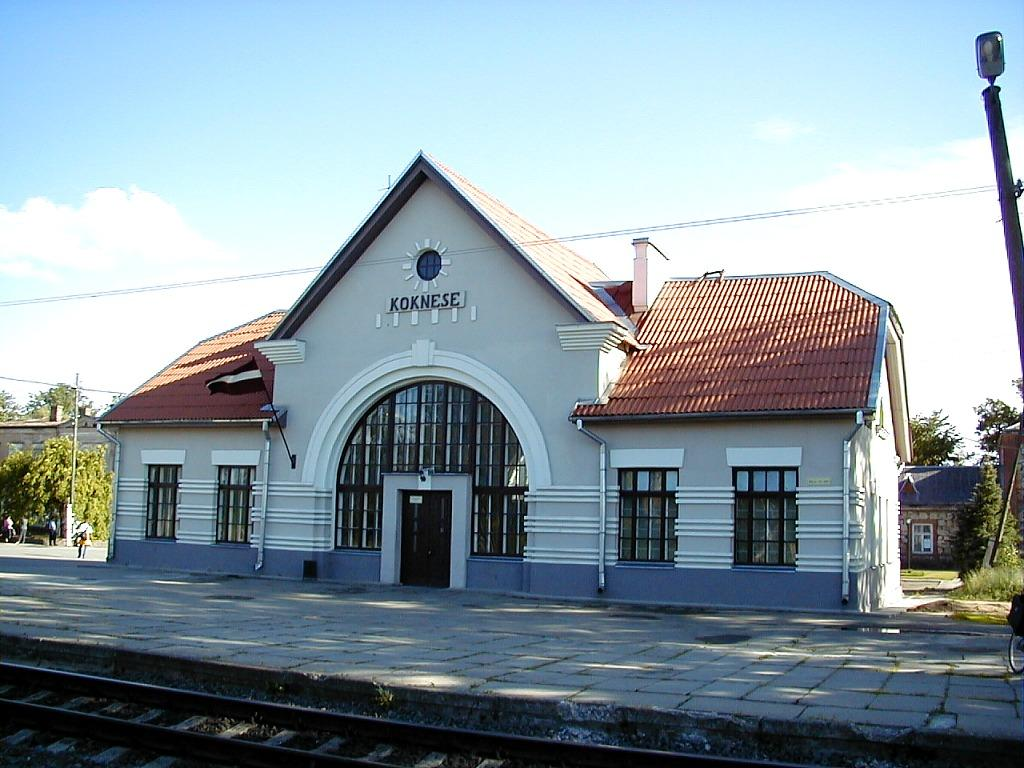
Gare ferroviaire de Koknese.
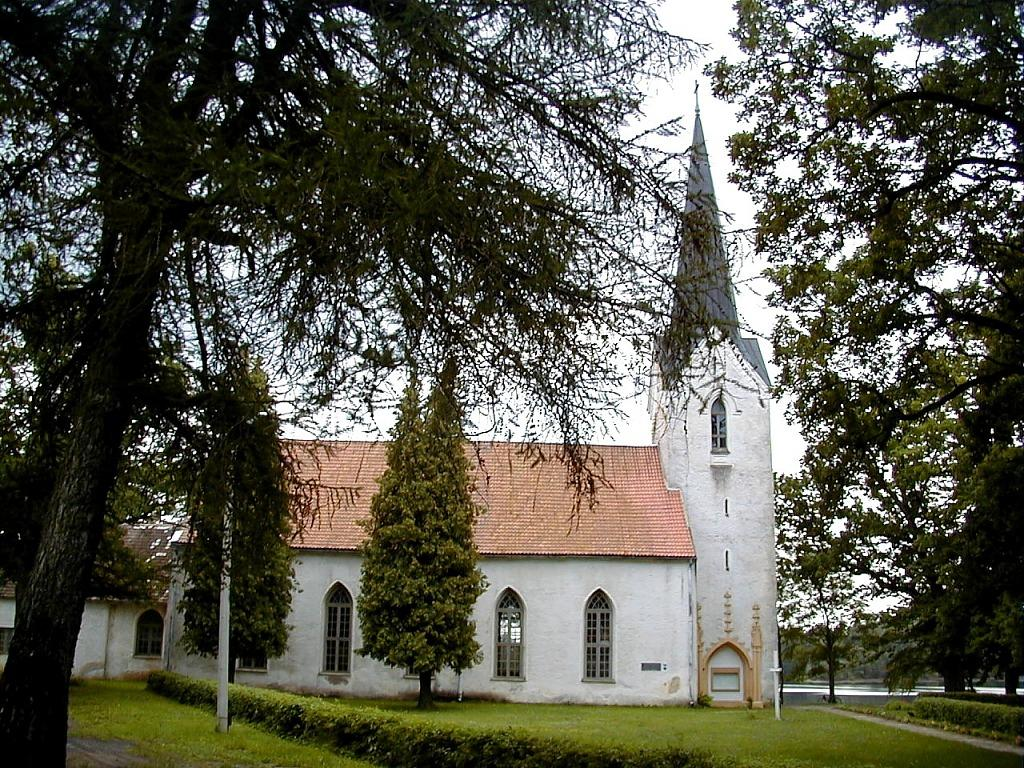
Église luthérienne de Koknese.
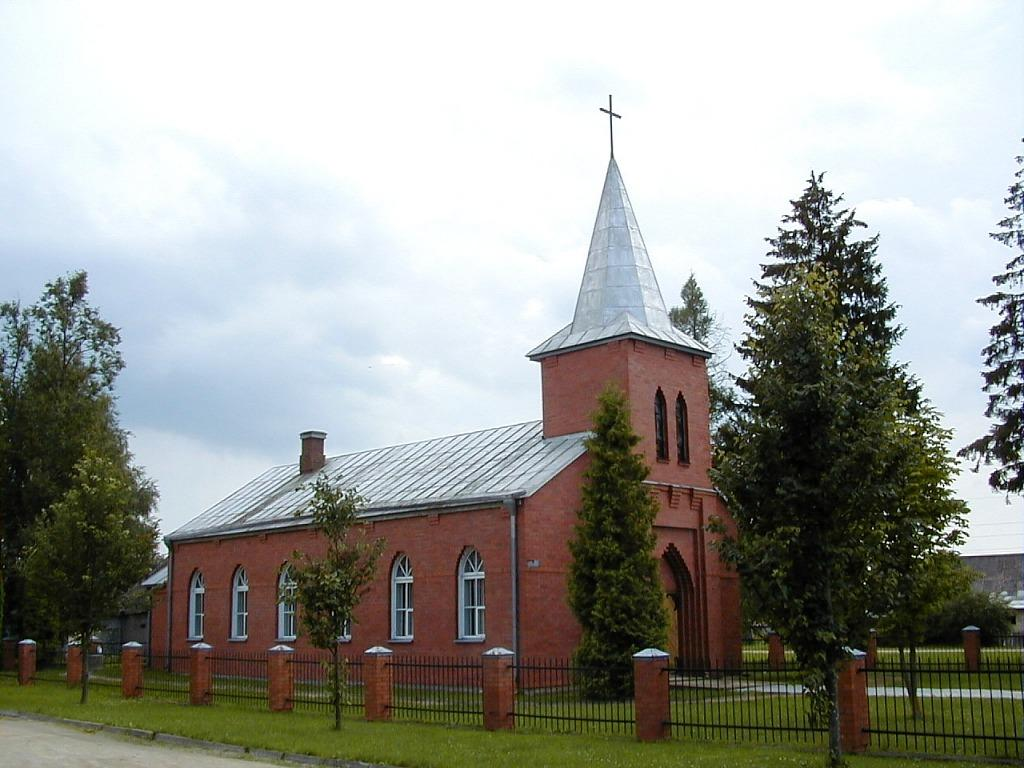
Église catholique de Koknese.
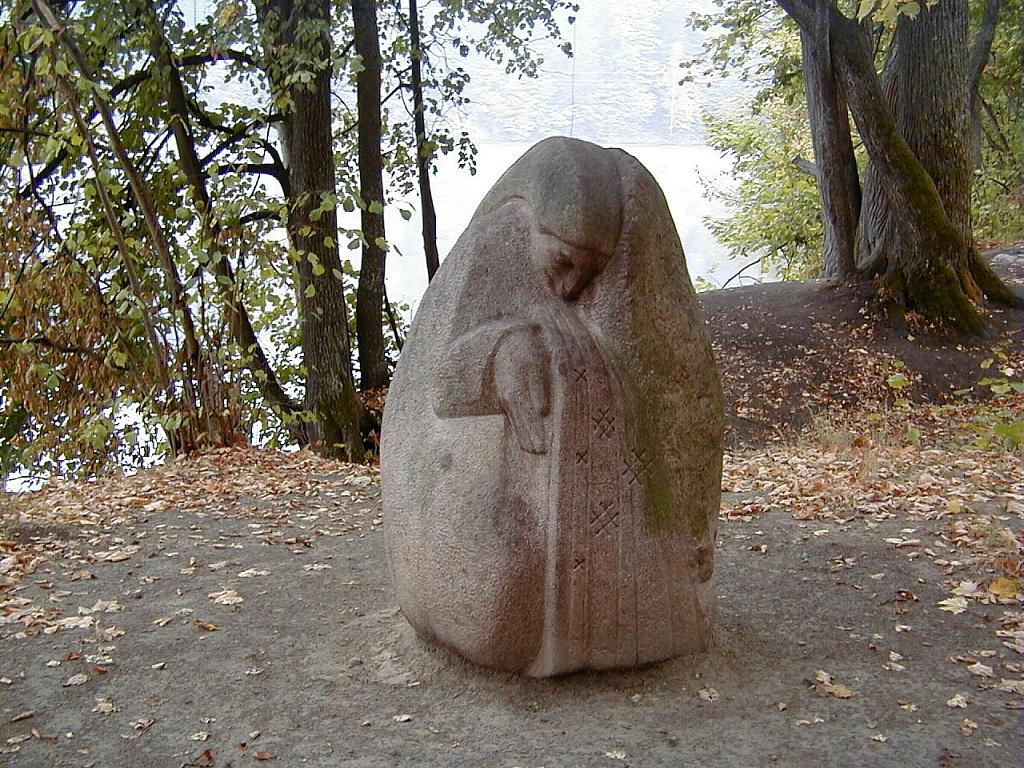
Monument de Pērse.
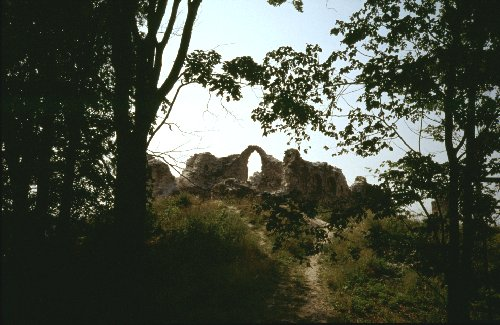
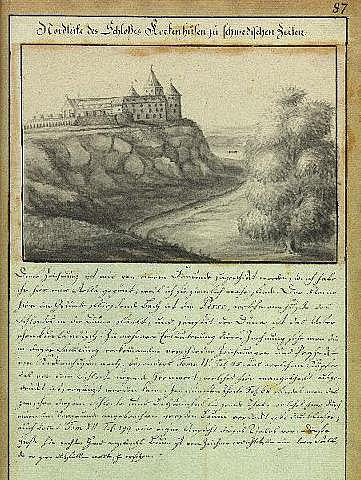
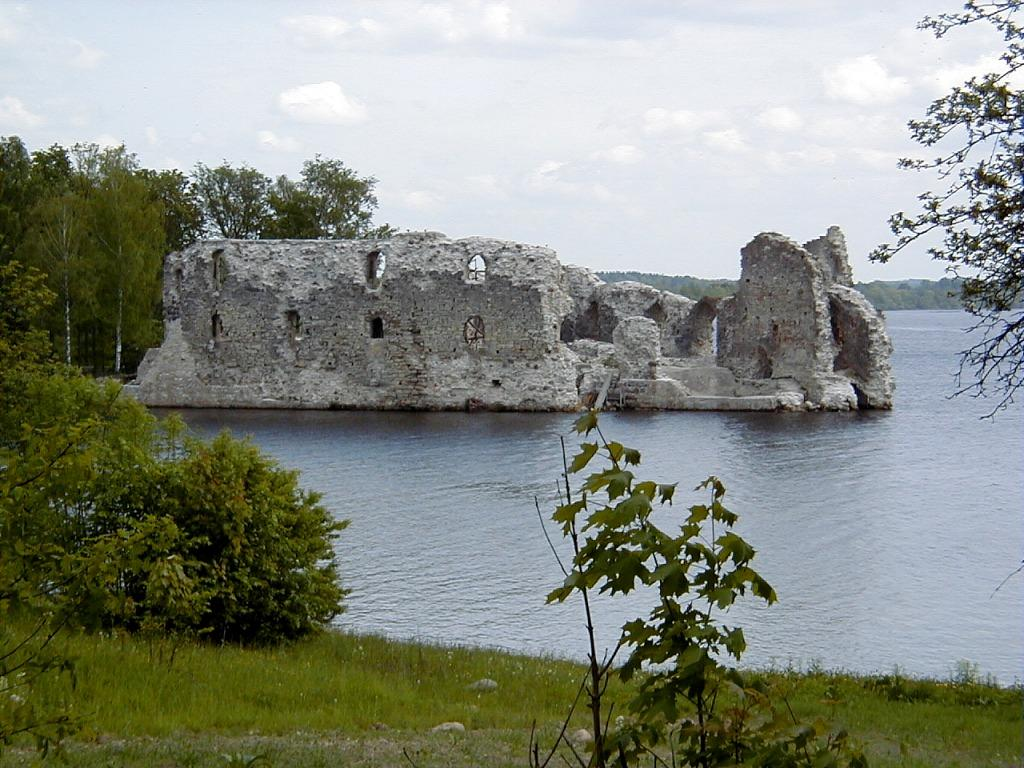